# Ariel (maan)
Ariel is een natuurlijke maan van Uranus. De maan is in 1851 ontdekt door William Lassell. Ariel is de op vier na grootste maan van Uranus en ook de helderste. De maan volgt de gekantelde baan van Uranus en doet hier twee dagen over. Hierdoor zijn er extreme seizoensverschillen. Een van de twee polen is verlicht voor een half Uranusjaar (42 aardjaren) en de andere blijft donker.

## Naam
Ariel is waarschijnlijk genoemd naar een personage uit Alexander Popes gedicht The Rape of the Lock, net als de maan Umbriel, die in hetzelfde jaar door William Lassell werd ontdekt. Het is ook mogelijk dat Ariel is genoemd naar een nimf uit Shakespeares stuk The Tempest.

## Voyager 2
Tot nu toe is Ariel slechts een maal van dichtbij geobserveerd, te weten door Voyager 2 in 1986. Voyager 2 kwam op een afstand van 127.000 kilometer, op Miranda na het verste weg. Er is door Voyager 2 zo'n 40 procent van de oppervlakte gefotografeerd. Toen Voyager 2 langskwam was Ariels zuidpool belicht door zon, zodat er aan de noordkant geen onderzoek gedaan kon worden. Een voorstel om Cassini-Huygens naar Uranus te sturen na Saturnus werd afgekeurd, omdat het 20 jaar zou duren om bij Uranus te komen.

## Natuurkundige verschijnselen
Ariel bestaat voor ongeveer 50% uit bevroren water, 30% silicaathoudend gesteente en 20% bevroren methaan. De temperatuur bedraagt slechts -216 °C op Ariel.
Ariel heeft een periode van enorme geologische activiteit doorgemaakt. Dat is te zien door een groot netwerk van canyons.
Miranda · Ariel · Umbriel · Titania · Oberon

Cordelia · Ophelia · Bianca · Cressida · Desdemona · Juliet · Portia · Rosalind · Cupid · Belinda · Perdita · Puck · Mab · Francisco · Caliban · Sycorax · Margaret · Prospero · Setebos · Stephano · Trinculo · Ferdinand